# Mongolita
La mongolita és un mineral de la classe dels silicats. Rep el seu nom del país on va ser descoberta: Mongòlia.

## Característiques
La mongolita és un silicat de fórmula química Ca₄Nb₆Si₅O24(OH)10·nH₂O. Cristal·litza en el sistema tetragonal. Es troba com a agregats d'escates fines, semblants a la mica. La seva duresa a l'escala de Mohs és 2.
Segons la classificació de Nickel-Strunz, la mongolita pertany a «09.HF - Silicats sense classificar, amb Nb, Ta, Zr» juntament amb la loudounita.

## Formació i jaciments
Va ser descoberta l'any 1985 a la pegmatita de Dorozhnyi del massís de Khan Bogdo, al desert del Gobi (Mongòlia). També ha estat descrita al mont Kukisvumchorr, al massís de Khibini (Rússia). Sol trobar-se associada a altres minerals com la polilitionita, la montmoril·lonita zínquica i altres silicats de niobi i terres rares.